# New Zealand National Party
New Zealand National Party (Maori: Rōpū Nāhinara) er et centrum-højre politisk parti på New Zealand, og en af de to store partier i New Zealands politik. Partiet blev grundlagt i maj 1936 ved fusion mellem partierne United og Reform, hvilket gør det til landets næstældste politisk parti. Partiets nuværende leder er Judith Collins.
Partiet har været regeringsparti fem gange, senest i perioden 2008 - 2017, med John Key som premierminister 2008 - 2016 og Bill English fra 2016-17. Ved seneste valg til Repræsentanternes hus (New Zealand) 17. oktober 2020, gik partiet fra 56 til 35 medlemmer i parlamentet.

## Partiledere
| Partiledere    | Periode                     | Oppositionsledere | Premierminister  |
| -------------- | --------------------------- | ----------------- | ---------------- |
| George Forbes  | 1936                        | 1936              |                  |
| Adam Hamilton  | 1936 – 1940                 | 1936 – 1940       |                  |
| Sidney Holland | 1940 – 1957                 | 1940 – 1949       | 1949 – 1957      |
| Keith Holyoake | 1957 – 1972                 | 1957 – 1960       | 1957 1960 – 1972 |
| Jack Marshall  | 1972 – 1974                 | 1972 – 1974       | 1972             |
| Robert Muldoon | 1974 – 1984                 | 1974 – 1975 1984  | 1975 – 1984      |
| Jim McLay      | 1984 – 1986                 | 1984 – 1986       |                  |
| Jim Bolger     | 1986 – 1997                 | 1986 – 1990       | 1990 – 1997      |
| Jenny Shipley  | 1997 – 2001                 | 1999 – 2001       | 1997 – 1999      |
| Bill English   | 2001 – 2003                 | 2001 – 2003       |                  |
| Don Brash      | 2003 – 2006                 | 2003 – 2006       |                  |
| John Key       | 2006 - 2016                 | 2006 – 2008       | 2008 - 2016      |
| Bill English   | 2016 - 2018                 | 2017 – 2018       | 2016 - 2017      |
| Simon Bridges  | 2018 - 2020                 | 2018 - 2020       |                  |
| Todd Muller    | 22.maj 2020 - 14. juli 2020 | 2020              |                  |
| Judith Collins | 14. juli 2020 -             | 2020 -            |                  |